# Spilosoma seileri
Spilosoma seileri är en fjärilsart som beskrevs av Car. 1898. Spilosoma seileri ingår i släktet Spilosoma och familjen björnspinnare. Inga underarter finns listade i Catalogue of Life.